# Número de Pell

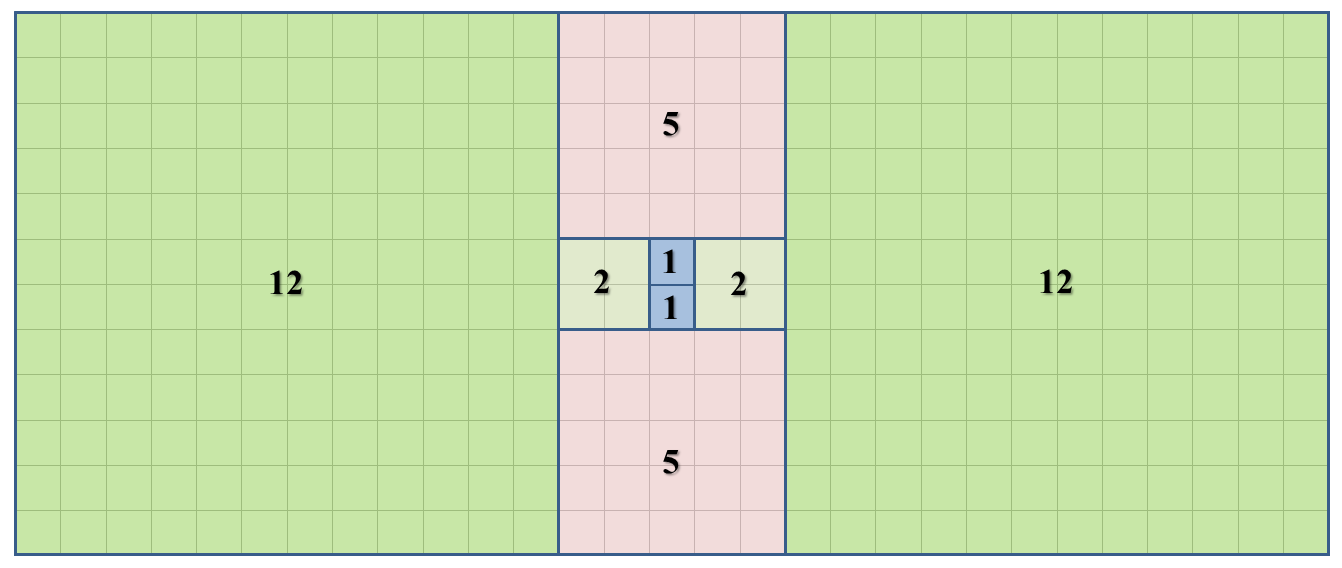
Obtención gráfica de la sucesión de números de Pell: partiendo de un rectángulo formado por dos cuadrados de 1x1, en cada nuevo paso se van adosando dos cuadrados iguales, cuyo lado coincide con el lado más largo del rectángulo resultante del paso anterior. En la imagen, figura la construcción de los 4 primeros números de Pell: 1, 2, 5 y 12.

En matemáticas, los números de Pell, denominados así en honor del matemático inglés John Pell (1611-1685), son una sucesión infinita de números enteros, conocida desde tiempos antiguos, que comprende los denominadores de la fracción continua de la raíz cuadrada de dos. Esta secuencia de aproximaciones comienza con:
11, 32, 75, 1712 y 4129
Los denominadores de la secuencia forman la sucesión de números de Pell, que comienza con:
1, 2, 5, 12 y 29
Los numeradores de la misma secuencia de aproximaciones son las mitades de los números compañeros de Pell o números de Pell-Lucas; de forma que estos números (multiplicados por 2) forman una segunda secuencia infinita que comienza con:
2, 6, 14, 34 y 82
Tanto los números de Pell como los números compañeros de Pell se pueden calcular mediante una relación de recurrencia similar a la de la sucesión de Fibonacci, y ambas secuencias de números crecen exponencialmente, proporcionalmente a las potencias del número plateado 1 + {\displaystyle {\sqrt {2}}\,}. Además de ser usado para aproximar la raíz cuadrada de dos, los números de Pell pueden usarse para encontrar números cuadrados triangulares, para construir aproximaciones de números enteros al triángulo rectángulo isósceles y para resolver ciertos problemas de enumeración combinatoria.
Al igual que con la ecuación de Pell, el nombre de los números de Pell se deriva de la atribución errónea realizada por Leonhard Euler de la ecuación y de los números derivados de la misma al matemático británico John Pell (1611-1685). Los números de Pell-Lucas deben su nombre al matemático francés Édouard Lucas (1842-1891), que estudió las secuencias definidas por recurrencias de este tipo; los números de Pell y sus números asociados son sucesiones de Lucas.

## Números de Pell

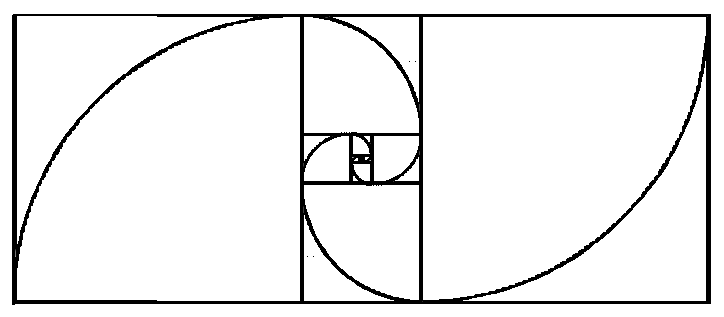
Los lados de los cuadrados utilizados para construir una espiral de plata son los números de Pell

Los números de Pell están definidos por la relación de recurrencia:
{\displaystyle P_{n}={\begin{cases}0&{\mbox{si }}n=0;\\1&{\mbox{si }}n=1;\\2P_{n-1}+P_{n-2}&{\mbox{otros casos.}}\end{cases}}}
En palabras, la secuencia de números de Pell comienza con 0 y 1, y luego cada número de Pell se obtiene de los dos anteriores: es la suma de dos veces el número de Pell anterior y del número de Pell previo a este. Los primeros términos de la secuencia son:
0, 1, 2, 5, 12, 29, 70, 169, 408, 985, 2378, 5741, 13860, ... (sucesión A000129 en OEIS)
También pueden expresarse mediante una fórmula explícita:
{\displaystyle P_{n}={\frac {\left(1+{\sqrt {2}}\right)^{n}-\left(1-{\sqrt {2}}\right)^{n}}{2{\sqrt {2}}}}}
Para valores grandes de n, el término (1 + {\displaystyle {\sqrt {2}}\,})n domina esta expresión, por lo que los números de Pell son aproximadamente proporcionales a las potencias del número plateado 1 + {\displaystyle {\sqrt {2}}\,}, análogo a la tasa de crecimiento de los números de Fibonacci como potencias del número áureo.
Una tercera definición es posible, a partir de la fórmula matricial:
{\displaystyle {\begin{pmatrix}P_{n+1}&P_{n}\\P_{n}&P_{n-1}\end{pmatrix}}={\begin{pmatrix}2&1\\1&0\end{pmatrix}}^{n}}
Muchas identidades pueden derivarse o probarse a partir de estas definiciones; por ejemplo, una identidad análoga a la identidad de Cassini para los números de Fibonacci:
{\displaystyle P_{n+1}P_{n-1}-P_{n}^{2}=(-1)^{n}}
Es una consecuencia inmediata de la fórmula matricial (que se encuentra considerando los determinantes de las matrices en los lados izquierdo y derecho de la fórmula de la matriz).

## Aproximación a la raíz cuadrada de dos

Aproximaciones racionales a octógonos regulares, con coordenadas derivadas de los números de Pell.

Los números de Pell surgen históricamente y más concretamente a partir de la aproximación racional a la √2. Si dos enteros grandes x e y forman una solución a la Ecuación de Pell:
{\displaystyle x^{2}-2y^{2}=\pm 1}
entonces su fracción "xy" proporciona una aproximación cercana a {\displaystyle {\sqrt {2}}}. La secuencia de aproximaciones de esta forma es:
{\displaystyle {\frac {1}{1}},{\frac {3}{2}},{\frac {7}{5}},{\frac {17}{12}},{\frac {41}{29}},{\frac {99}{70}},\dots }
donde el denominador de cada fracción es un número de Pell y el numerador es la suma de un número de Pell y su predecesor en la secuencia. Es decir, las soluciones tienen la forma:
{\displaystyle {\frac {P_{n-1}+P_{n}}{P_{n}}}}
La aproximación:
{\displaystyle {\sqrt {2}}\approx {\frac {577}{408}}}
de este tipo era conocida por los matemáticos indios en el siglo tercero o cuarto a. C. Los matemáticos griegos del siglo V a. C. también conocían esta secuencia de aproximaciones: Platón se refiere a los numeradores como diámetros racionales. En el siglo II d. C., Teón de Esmirna usó el término números de lado y de diámetro para describir los denominadores y numeradores de esta secuencia.
Estas aproximaciones pueden derivarse de la expansión en forma de fracción continua de {\displaystyle {\sqrt {2}}}:
{\displaystyle {\sqrt {2}}=1+{\cfrac {1}{2+{\cfrac {1}{2+{\cfrac {1}{2+{\cfrac {1}{2+{\cfrac {1}{2+\ddots \,}}}}}}}}}}.}
Truncar esta expansión a cualquier número de términos produce una de las aproximaciones basadas en el número de Pell en esta secuencia; por ejemplo:
{\displaystyle {\frac {577}{408}}=1+{\cfrac {1}{2+{\cfrac {1}{2+{\cfrac {1}{2+{\cfrac {1}{2+{\cfrac {1}{2+{\cfrac {1}{2+{\cfrac {1}{2}}}}}}}}}}}}}}.}
Como Knuth (1994) describe, el hecho de que los números de Pell aproximan {\displaystyle {\sqrt {2}}\,} les permite ser usados para aproximaciones racionales precisas a un octógono regular con coordenadas de vértices:
{\displaystyle (\pm P_{i},\pm P_{i+1})} y {\displaystyle (\pm P_{i+1},\pm P_{i})}
Todos los vértices están igualmente distantes del origen, y forman ángulos casi uniformes alrededor del mismo. Alternativamente, los puntos
{\displaystyle (\pm (P_{i}+P_{i-1}),0)}, {\displaystyle (0,\pm (P_{i}+P_{i-1}))} y {\displaystyle (\pm P_{i},\pm P_{i})}
forman octógonos aproximados en los que los vértices están casi igualmente alejados del origen y forman ángulos uniformes.

## Primos y cuadrados
Un primo de Pell es un número de Pell que además es primo. Los primeros primos de Pell son:
2, 5, 29, 5741, ... (sucesión A086383 en OEIS).
Los índices de estos primos dentro de la secuencia de todos los números de Pell son:
2, 3, 5, 11, 13, 29, 41, 53, 59, 89, 97, 101, 167, 181, 191, ... (sucesión A096650 en OEIS)
Estos índices son todos ellos primos. Al igual que con los números de Fibonacci, un número de Pell Pn solo puede ser primo si n es primo, porque si d es un divisor de n, entonces Pd es un divisor de Pn.
Los únicos números de Pell que son cuadrados, cubos o cualquier potencia superior de un número entero son 0, 1 y 169 = 132.
Sin embargo, a pesar de tener tan pocos cuadrados u otras potencias, los números de Pell tienen una conexión cercana con los número cuadrados triangulares. Específicamente, estos números surgen de la siguiente identidad de los números de Pell:
{\displaystyle {\bigl (}\left(P_{k-1}+P_{k}\right)\cdot P_{k}{\bigr )}^{2}={\frac {\left(P_{k-1}+P_{k}\right)^{2}\cdot \left(\left(P_{k-1}+P_{k}\right)^{2}-(-1)^{k}\right)}{2}}}
El lado izquierdo de esta identidad describe un cuadrado perfecto, mientras que el lado derecho describe un número triangular, por lo que el resultado es un número cuadrado triangular.
Santana y Díaz-Barrero (2006) probaron otra identidad relacionando los números de Pell con los cuadrados, demostrando que la suma de los números de Pell hasta P4n+1 es siempre un cuadrado:
{\displaystyle \sum _{i=0}^{4n+1}P_{i}=\left(\sum _{r=0}^{n}2^{r}{2n+1 \choose 2r}\right)^{2}=\left(P_{2n}+P_{2n+1}\right)^{2}}
Por ejemplo, la suma de los números de Pell hasta P5, 0 + 1 + 2 + 5 + 12 + 29 = 49, es el cuadrado de P2 + P3 = 2 + 5 = 7. Los números P2n + P2n+1 que forman las raíces cuadradas de estas sumas,
1, 7, 41, 239, 1393, 8119, 47321, ... (sucesión A002315 en OEIS)
se conocen como los números de Newman-Shanks-Williams.

## Triángulos pitagóricos

Triángulos rectángulos pitagóricos aproximadamente isósceles, se derivan de los números de Pell.

Si un triángulo rectángulo tiene longitudes de lado enteras a, b, c (satisfaciendo necesariamente el Teorema de Pitágoras a2 + b2 = c2), entonces (a, b y c) se conocen como una terna pitagórica. Como Martin (1875) describe, los números de Pell pueden usarse para formar tripletes pitagóricos en los que a y b están separados por una unidad, lo que corresponde a triángulos rectángulos que son casi isósceles. Cada una de estas ternas tiene la forma:
{\displaystyle \left(2P_{n}P_{n+1},P_{n+1}^{2}-P_{n}^{2},P_{n+1}^{2}+P_{n}^{2}=P_{2n+1}\right)}
La secuencia de triples pitagóricos formada de esta manera es:
(4,3,5), (20,21,29), (120,119,169), (696,697,985), ...

## Números de Pell-Lucas
Los números compañeros de Pell o números de Pell-Lucas están definidos por la relación de recurrencia:
{\displaystyle Q_{n}={\begin{cases}2&{\mbox{si }}n=0;\\2&{\mbox{si }}n=1;\\2Q_{n-1}+Q_{n-2}&{\mbox{en otros casos.}}\end{cases}}}
En otras palabras: los dos primeros números de la secuencia son ambos 2, y cada número sucesivo se forma añadiendo dos veces el número anterior de Pell-Lucas al número de Pell-Lucas previo a este, o equivalentemente, añadiendo el siguiente número de Pell al número de Pell anterior: por lo tanto, 82 es el compañero de 29, y 82 = 2 × 34 + 14 = 70 + 12. Los primeros términos de la secuencia son (sucesión A002203 en OEIS): 
2, 2, 6, 14, 34, 82, 198, 478, ...
Al igual que la relación entre la Sucesión de Fibonacci y los números de Lucas, se cumple que:
{\displaystyle Q_{n}={\frac {P_{2n}}{P_{n}}}}
para todos los números naturales n.
El número compañero de Pell se puede expresar por la fórmula explícita:
{\displaystyle Q_{n}=\left(1+{\sqrt {2}}\right)^{n}+\left(1-{\sqrt {2}}\right)^{n}}
Estos números son todos pares; cada uno de estos números es el doble del numerador en una de las aproximaciones racionales a {\displaystyle \scriptstyle {\sqrt {2}}} discutidas anteriormente.
Al igual que la secuencia de Lucas, si un número de Pell-Lucas 12n es primo, es necesario que n sea primo o una potencia de 2. Los primos de Pell-Lucas son:
3, 7, 17, 41, 239, 577, ... (sucesión A086395 en OEIS).
Para estos números, sus n son
2, 3, 4, 5, 7, 8, 16, 19, 29, 47, 59, 163, 257, 421, ... (sucesión A099088 en OEIS).

## Cálculos y conexiones
La siguiente tabla da las primeras potencias del número plateado  δ  =  δS = 1 + {\displaystyle {\sqrt {2}}\,} y su conjugado δ = 1 - {\displaystyle {\sqrt {2}}\,}.
| n  | (1 + {\displaystyle {\sqrt {2}}\,})n                      | (1 − {\displaystyle {\sqrt {2}}\,})n                  |
| -- | --------------------------------------------------------- | ----------------------------------------------------- |
| 0  | 1 + 0{\displaystyle {\sqrt {2}}\,} = 1                    | 1 − 0{\displaystyle {\sqrt {2}}\,} = 1                |
| 1  | 1 + 1{\displaystyle {\sqrt {2}}\,} = 2.41421…             | 1 − 1{\displaystyle {\sqrt {2}}\,} = −0.41421…        |
| 2  | 3 + 2{\displaystyle {\sqrt {2}}\,} = 5.82842…             | 3 − 2{\displaystyle {\sqrt {2}}\,} = 0.17157…         |
| 3  | 7 + 5{\displaystyle {\sqrt {2}}\,} = 14.07106…            | 7 − 5{\displaystyle {\sqrt {2}}\,} = −0.07106…        |
| 4  | 17 + 12{\displaystyle {\sqrt {2}}\,} = 33.97056…          | 17 − 12{\displaystyle {\sqrt {2}}\,} = 0.02943…       |
| 5  | 41 + 29{\displaystyle {\sqrt {2}}\,} = 82.01219…          | 41 − 29{\displaystyle {\sqrt {2}}\,} = −0.01219…      |
| 6  | 99 + 70{\displaystyle {\sqrt {2}}\,} = 197.9949…          | 99 − 70{\displaystyle {\sqrt {2}}\,} = 0.0050…        |
| 7  | 239 + 169{\displaystyle {\sqrt {2}}\,} = 478.00209…       | 239 − 169{\displaystyle {\sqrt {2}}\,} = −0.00209…    |
| 8  | 577 + 408{\displaystyle {\sqrt {2}}\,} = 1153.99913…      | 577 − 408{\displaystyle {\sqrt {2}}\,} = 0.00086…     |
| 9  | 1393 + 985{\displaystyle {\sqrt {2}}\,} = 2786.00035…     | 1393 − 985{\displaystyle {\sqrt {2}}\,} = −0.00035…   |
| 10 | 3363 + 2378{\displaystyle {\sqrt {2}}\,} = 6725.99985…    | 3363 − 2378{\displaystyle {\sqrt {2}}\,} = 0.00014…   |
| 11 | 8119 + 5741{\displaystyle {\sqrt {2}}\,} = 16238.00006…   | 8119 − 5741{\displaystyle {\sqrt {2}}\,} = −0.00006…  |
| 12 | 19601 + 13860{\displaystyle {\sqrt {2}}\,} = 39201.99997… | 19601 − 13860{\displaystyle {\sqrt {2}}\,} = 0.00002… |

Los coeficientes de estas expresiones son respectivamente los números compañeros de Pell Hn divididos por dos; y los números de Pell Pn. Cada pareja de coeficientes es una solución (no negativa) de la igualdad H2 − 2P2 = ±1.
Un número cuadrado triangular es un entero que:
{\displaystyle N={\frac {t(t+1)}{2}}=s^{2}}
que es tanto el número triangular t-ésimo como el número cuadrado s-ésimo. Un triplete pitagórico casi isósceles es una solución entera de a2 + b2 = c2, donde a + 1 = b.
La siguiente tabla muestra que dividir el número impar Hn en mitades casi iguales da un número triangular cuadrado cuando n es par y un triplete pitagórico casi isósceles cuando n es impar. Todas las soluciones surgen de esta forma.
| n  | Hn    | Pn    | t    | t + 1 | s    | a    | b    | c    |
| -- | ----- | ----- | ---- | ----- | ---- | ---- | ---- | ---- |
| 0  | 1     | 0     | 0    | 0     | 0    |      |      |      |
| 1  | 1     | 1     |      |       |      | 0    | 1    | 1    |
| 2  | 3     | 2     | 1    | 2     | 1    |      |      |      |
| 3  | 7     | 5     |      |       |      | 3    | 4    | 5    |
| 4  | 17    | 12    | 8    | 9     | 6    |      |      |      |
| 5  | 41    | 29    |      |       |      | 20   | 21   | 29   |
| 6  | 99    | 70    | 49   | 50    | 35   |      |      |      |
| 7  | 239   | 169   |      |       |      | 119  | 120  | 169  |
| 8  | 577   | 408   | 288  | 289   | 204  |      |      |      |
| 9  | 1393  | 985   |      |       |      | 696  | 697  | 985  |
| 10 | 3363  | 2378  | 1681 | 1682  | 1189 |      |      |      |
| 11 | 8119  | 5741  |      |       |      | 4059 | 4060 | 5741 |
| 12 | 19601 | 13860 | 9800 | 9801  | 6930 |      |      |      |

### Definiciones
Los números mitad de los compañeros de Pell Hn y los números de Pell Pn pueden deducirse de varias maneras equivalentes fácilmente:

#### Elevando a potencias
{\displaystyle \left(1+{\sqrt {2}}\right)^{n}=H_{n}+P_{n}{\sqrt {2}}}
{\displaystyle \left(1-{\sqrt {2}}\right)^{n}=H_{n}-P_{n}{\sqrt {2}}}
De esto se sigue que existen "formas explícitas":
{\displaystyle H_{n}={\frac {\left(1+{\sqrt {2}}\right)^{n}+\left(1-{\sqrt {2}}\right)^{n}}{2}}}
y
{\displaystyle P_{n}{\sqrt {2}}={\frac {\left(1+{\sqrt {2}}\right)^{n}-\left(1-{\sqrt {2}}\right)^{n}}{2}}}

#### Repeticiones pareadas
{\displaystyle H_{n}={\begin{cases}1&{\mbox{si }}n=0;\\H_{n-1}+2P_{n-1}&{\mbox{en otros casos.}}\end{cases}}}
{\displaystyle P_{n}={\begin{cases}0&{\mbox{si }}n=0;\\H_{n-1}+P_{n-1}&{\mbox{en otros casos.}}\end{cases}}}

#### Formulaciones matriciales
{\displaystyle {\begin{pmatrix}H_{n}\\P_{n}\end{pmatrix}}={\begin{pmatrix}1&2\\1&1\end{pmatrix}}{\begin{pmatrix}H_{n-1}\\P_{n-1}\end{pmatrix}}={\begin{pmatrix}1&2\\1&1\end{pmatrix}}^{n}{\begin{pmatrix}1\\0\end{pmatrix}}}
Por lo tanto:
{\displaystyle {\begin{pmatrix}H_{n}&2P_{n}\\P_{n}&H_{n}\end{pmatrix}}={\begin{pmatrix}1&2\\1&1\end{pmatrix}}^{n}}

### Aproximaciones
La diferencia entre Hn y Pn{\displaystyle {\sqrt {2}}\,} es:
{\displaystyle \left(1-{\sqrt {2}}\right)^{n}\approx (-0.41421)^{n}}
que converge rápidamente a cero. Así que:
{\displaystyle \left(1+{\sqrt {2}}\right)^{n}=H_{n}+P_{n}{\sqrt {2}}\,}
está muy cerca de 2Hn.
De esta última observación se deduce que las fracciones «HnPn» se acercan rápidamente a {\displaystyle {\sqrt {2}}\,}; y que HnHn−1 y PnPn−1 se acercan rápidamente a 1 + {\displaystyle {\sqrt {2}}\,}.

### H2-2P2=± 1
Puesto que {\displaystyle {\sqrt {2}}\,} es irracional, no se puede obtener que HP, {\displaystyle {\sqrt {2}}\,}, es decir:
{\displaystyle {\frac {H^{2}}{P^{2}}}={\frac {2P^{2}}{P^{2}}}}
lo mejor que se puede lograr es:
{\displaystyle {\frac {H^{2}}{P^{2}}}={\frac {2P^{2}-1}{P^{2}}}\quad {\mbox{o}}\quad {\frac {H^{2}}{P^{2}}}={\frac {2P^{2}+1}{P^{2}}}}
Las soluciones (no negativas) de H2 − 2P2 = 1 son exactamente los pares (Hn, Pn) con n incluido, y las soluciones a H2 − 2P2 = −1 son exactamente los pares (Hn, Pn) con n impar. Para ver esto, téngase en cuenta primero que:
{\displaystyle H_{n+1}^{2}-2P_{n+1}^{2}=\left(H_{n}+2P_{n}\right)^{2}-2\left(H_{n}+P_{n}\right)^{2}=-\left(H_{n}^{2}-2P_{n}^{2}\right)}
de modo que estas diferencias, comenzando por H2
0 − 2P2
0 = 1, se alternan en 1 y -1. Entonces debe notarse que cada solución positiva viene de esta manera de una solución con números enteros más pequeños, ya que:
{\displaystyle (2P-H)^{2}-2(H-P)^{2}=-\left(H^{2}-2P^{2}\right)}
La solución más pequeña también tiene enteros positivos, con la única excepción de: H = P = 1, que viene de H0 = 1 y P0 = 0.

### Números cuadrados triangulares
La ecuación requerida:
{\displaystyle {\frac {t(t+1)}{2}}=s^{2}\,}
es equivalente a:
{\displaystyle 4t^{2}+4t+1=8s^{2}+1}
que se convierte en H2 = 2P2 + 1 con las sustituciones H=2t+1 y P=2s. Por lo tanto, la n-ésima solución es:
{\displaystyle t_{n}={\frac {H_{2n}-1}{2}}\quad {\mbox{y}}\quad s_{n}={\frac {P_{2n}}{2}}}
Obsérvese que t y t + 1 son relativamente primos, de manera que t(t + 1)2 = s2 ocurre exactamente cuando son enteros adyacentes, uno cuadrado H2 y el otro dos veces un cuadrado 2P2. Puesto que se pueden conocer todas las soluciones de esa ecuación, también se tiene que:
{\displaystyle t_{n}={\begin{cases}2P_{n}^{2}&{\mbox{si }}n{\mbox{ es par}};\\H_{n}^{2}&{\mbox{si }}n{\mbox{ es impar.}}\end{cases}}}
y que 
{\displaystyle s_{n}=H_{n}P_{n}}
Esta expresión alternativa se expresa en la siguiente tabla:
| n | Hn | Pn | t    | t + 1 | s    | a     | b     | c     |
| - | -- | -- | ---- | ----- | ---- | ----- | ----- | ----- |
| 0 | 1  | 0  |      |       |      |       |       |       |
| 1 | 1  | 1  | 1    | 2     | 1    | 3     | 4     | 5     |
| 2 | 3  | 2  | 8    | 9     | 6    | 20    | 21    | 29    |
| 3 | 7  | 5  | 49   | 50    | 35   | 119   | 120   | 169   |
| 4 | 17 | 12 | 288  | 289   | 204  | 696   | 697   | 985   |
| 5 | 41 | 29 | 1681 | 1682  | 1189 | 4059  | 4060  | 5741  |
| 6 | 99 | 70 | 9800 | 9801  | 6930 | 23660 | 23661 | 33461 |

### Ternas Pitagóricas
La igualdad c2 = a2 + (a + 1)2 = 2a2 + 2a + 1 ocurre exactamente cuando 2c2 = 4a2 + 4a + 2, que se convierte en 2P2 = H2 + 1 con las sustituciones H = 2a + 1 y P = c. Por lo tanto la n-ésima solución es an = H2n+1 − 12 y cn = P2n+1.
La tabla anterior muestra que, en un orden u otro, an  y bn = an + 1 son HnHn+1 y 2PnPn+1 mientras que cn = Hn+1Pn + Pn+1Hn.